# Зайнобиддинов, Журахон
Журахон Зайнобиддинов (узб. Жўрахон Зайнобиддинов; 1897, Ош, Ферганская область — 1968, Ош) — советский государственный, политический и общественный деятель, учитель, основатель и первый начальник управления образования Ошского уезда, один из основателей союза комсомола в городе Ош и Ошского узбекского театра, активный участник борьбы за установление Советской власти на юге Киргизии, участник Великой Отечественной войны.

## Биография
Родился в 1897 году в махалле мастеров по металлу (бывшая улица Зайнобиддинова) города Ош, Ошского уезда. По национальности узбек. До революции работал в вакфном отделе царской администрации Ошского уезда. Его отец работал писарем у Курманжан-датки.

### Вклад в установление Советской власти на юге Киргизии
Активный участник борьбы за установление и упрочнение советской власти на юге Киргизии и в Ошском уезде. Один из создателей и организаторов Ошской комсомольской ячейки молодёжи.
В марте 1919 года представитель Ферганского обкома комсомола В. Н. Четвертаков и председатель Ошского уездно-городского комитета РКП(б) Николай Кондратьев создали в Оше первую ячейку Союза молодёжи. Несколько позже в июне 1919 года комсомольская ячейка из молодёжи коренной национальности была создана в старой части города. Активными её членами являлись Журахон Зайнобиддинов, Худойберган Ниёзов, Ф. Алимджанов. А. Юнусов. Несколько позднее к ним присоединились Хамид Шамсуддинов, Муйдин Максимов, Абдурашид Эшонхонов, Владимир Голубев, А. Мальцев, Ю. Базарбаев, С. Ходжаев. Собрания на первых порах проводили в помещении почтово-дилижанской станции. Затем Ошский уездный комитет партии выделил комсомольской ячейке одну из комнат бывшего магазина Щукина (потом — здание городской конторы связи). На собраниях засиживались допоздна, говорили много, со свойственной юношеству максимализмом.
В трудные годы становления советской власти на юге Киргизии, он принимал активное участие в составе группы «Продгумпомощь» в оказании помощи бедным, малоимущим семьям, беспризорным детям, организованной Ошским Реввоенсоветом.

### Борьба сбасмачеством
Комсомольцы Журахон Зайнобиддинов, Митя Чураков, Хамид Шамсуддинов, Борис Нестеренко, Умарали Юнусов, Володя Голубев, Юсупжан Содиков, Миша Михайличенко, Володя Земсков, Иван Малышев, Даниил Кордуб и многие другие с энтузиазмом участвовали в боях за укрепление молодой Советской власти на Юге Киргизии. Деятельное участие первых комсомольцев Оша в борьбе с контрреволюцией принесло свои плоды. С помощью комсомольцев у контрреволюционно настроенных торговцев, чиновников, кулаков было отобрано много оружия, патронов, продовольствия, ценностей.
В обороне города Ош отличились комсомольцы Журахон Зайнобиддинов, Худойберган Ниёзов, Юсупжан Содиков. Героически воевали бойцы Ошского дивизиона в районах Горбуа, Булакбаши, Шахрихана, Минбулака. В приказе по Туркестанскому фронту М. В. Фрунзе объявил благодарность всему его личному составу. «Особой лихостью и энергией, — подчёркивалось в этом документе, — отличился Ошский дивизион, выказавший своё геройство».
На заре становления новой государственности — в формировании Кара-Киргизской автономной области активную роль сыграли Рахмонберди Мадазимов, Балтыходжа Султанов, Насрулло Султанов, Журахон Зайнобиддинов, Санжар Касымбеков, Иномжон Саидий, Журахон Шамсуддинов.

### Вклад в культуру юга Киргизии
В 1918 году под руководством Рахмонберди Мадазимова вместе с другими просвещёнными деятелями и учителями Ошского уезда Иброхимом Мусабоевым, Бекназаром Назаровым, Журахоном Зайнобиддиновым, Назирхоном Камоловым, Абдурашидом Эшонхоновым, А.Саидовым впервые в Киргизии был основан самодеятельный театральный кружок на базе концертной бригады при Реввоенсовете Туркестанского фронта из местных мусульманских актёров. В дальнейшем эта труппа стала основой для создания Ошского Государственного академического узбекского музыкально-драматического театра имени Бобура.
В начале своей деятельности театр побывал во всех районах Ошского уезда, где ставил спектакли и боролся с басмачеством оружием искусства и культуры. На своей телеге вместе с реквизитом театра незаметно перевозили оружие через районы, где орудовали банды басмачей и таким образом снабжали Красную армию оружием и боеприпасами.
Согласно данным из республиканского архива, 6 августа 1920 года Ж. Зайнобиддинову была выдана справка за номером 1808, которая гласит: «Зайнобиддинов Журахон является артистом тюркской труппы агитации и просвещения при Ошском городском военном комиссариате». Подпись: Секретарь политобразования А. Шпиловский, закреплена печатью. Первой крупной пьесой труппы был спектакль «Лекарь из Туркестана», где Ж. Зайнобиддинов сыграл роль женщины, так как в те годы женщинам было запрещено играть роли на сцене театра.

### Вклад в систему народного образования Юга Киргизии в Советское время
Зайнобиддинов до революции работал учителем в русско-туземной школе, поэтому он уделял большое внимание народному образованию, развитию сети советских школ на юге Киргизии. Зайнобиддинов внёс большой вклад в развитие народного образования Ошской области. 20 мая 1918 года он принял активное участие в формировании в Оше совета народного образования. При его непосредственном участии в Ошском уезде открывались детские сады, школы, готовились учителя. Зайнобиддинов внёс большой вклад в развитие сферы народного образования Киргизии. Он был основателем и первым начальником отдела образования Ошского уезда.

### После революции
Зайнобиддинов работал заведующим отдела сельского хозяйства Ошского облисполкома, затем на руководящих должностях, в партийных и комсомольских органах. С первых дней Великой Отечественной войны ушёл добровольцем на фронт, где также героически сражался с фашистами и проводил политработу среди солдат.
В пожилом возрасте в Оше Зайнобиддинов был известен как «Журахон афанди», он помогал малограмотным писать заявления в официальные органы власти, составлять необходимые документы. Его многолетний опыт, жизненные уроки, преданность Родине были примером для подрастающего поколения, поэтому городские комсомольские организации, вместе с его современниками Носиром Примбердиевым, Бурибоем Асранкуловым, Александром Кошелевым, Михаилом Бадыгиным, Хажалхон Отабаевой, сёстрами Саламат и Карамат Касымовыми, Иномжоном Саидовым, — выходцами из народа, организовывали постоянно встречи с молодёжью.
Летом 1962 года бывший работник вакфного отдела, старейший житель города Ош Ж. Зайнобиддинов (отец которого одно время был писарем Курманджан датки), передал в Ошский музей свою рукопись воспоминаний о клане крупнейших киргизских феодалов Алая — Алымбека — Курманжан датка, о медресе Алымбека и его вакфном хозяйстве. По словам Ж. Зайнобиддинова (который, сам видел в детстве Курманджан датку), Алымбек проводил фактически независимую политику, а в некоем договоре — ахдах, обусловливавшем зависимость Алая от Кокандского ханства, было даже оговорено право Алымбека.
В предпенсионном и пенсионном возрасте Ж. Зайнобиддинов работал лектором. Старейший лектор на юге Киргизии Журахон Зайнобиддинов наставлял молодых лекторов и пропагандистов партии: — То, что сделает один сеанс кинофильма или удачный обличительный фотоснимок, не сделают и десять твоих лекций со всеми выразительными жестами. В своей пропагандистской работе я часто пользуюсь фотодокументами. К сожалению, далеко не все лекторы и пропагандисты располагают столь необходимыми наглядными пособиями — сетовал он.

## Семья

### Дети
— Пулатбек Джураханович Зайнабитдинов (рожд. 1926 г.), востоковед, в 1949 году окончил Московский институт востоковедения им. Н. Н. Нариманова, работал в Генеральной Прокуратуре СССР, затем в Главном управлении гражданского воздушного флота СССР, умер в 1995 году в Москве;
— Санжар Джураханович Зайнабитдинов (рожд. 1930 г.), инженер, выпускник Ленинградского политехнического института, государственный и партийный работник Узбекской ССР, окончил Московскую Высшую Партийную Школу КПСС, заведующий отделом промышленности и транспорта Андижанского областного комитета Коммунистической партии Узбекистана, умер в 1984 году в Андижане;
— Темурбек Джураханович Зайнабитдинов (рожд. 1937 г.), учитель английского языка, окончил Ташкентский государственный педагогический институт иностранных языков, проживает в Ташкенте.

### Внуки
— Людмила Санжаровна Лойленко /Зайнабитдинова (рожд. 1956 г.), учитель русского языка и литературы, выпускница Андижанского педагогического института, проживает в Воронеже;
— Владимир Санжарович Зайнабитдинов (рожд. 1957 г.), инженер, окончил Андижанский институт хлопководства, умер в ноябре 2023 года в Андижанe;
— Евгений Пулатбекович Зайнабитдинов (рожд. 1957 г.), востоковед-филолог, выпускник Института стран Азии и Африки при МГУ им. М. В. Ломоносова, дипломат, работал в МИД СССР/РФ, журналист-международник, возглавлял Бюро РИА «Новости» в Исламской Республике Иран, занимался внешнеэкономической деятельностью будучи торговым представителем России в Афганистане, проживает в Москве;
— Улугбек Тимурович Зайнабитдинов (рожд. 1965 г.), историк, выпускник Андижанского Государственного Университета, бизнесмен, проживает в Швеции;
— Асадуллох Тимурович Зайнабитдинов (рожд. 1966 г.), строитель, выпускник Андижанского строительного техникума, работал в СССР инженером-строителем Аптечного управления города Андижан, проживает в Андижане;
— Бехзод Тимурович Зайнабитдинов (рожд. 1971 г.), инженер-строитель, выпускник Андижанского строительного техникума, проживает в США;
— Гульчехра Тимуровна Зайнабитдинова (рожд. 1976 г.), фармацевт, выпускница Ташкентского фармацевтического медицинского института, работает в Ташкентской медицинской компании, проживает в Ташкенте.

## Память
В честь Зайнобиддинова была названа одна из центральных улиц города Ош, где он родился и жил, которая в 2013 году была переименована.